# Tour du Midi
La Tour du Midi (in francese; in olandese Zuidertoren; in italiano torre del Sud) è un grattacielo di Saint-Gilles, in Belgio, che misura in altezza 171 m (148 m al tetto). È l'edificio più alto del paese. È stato il grattacielo più alto dell'Unione Europea dal 1967 al 1972, anno della costruzione della Tour Montparnasse.

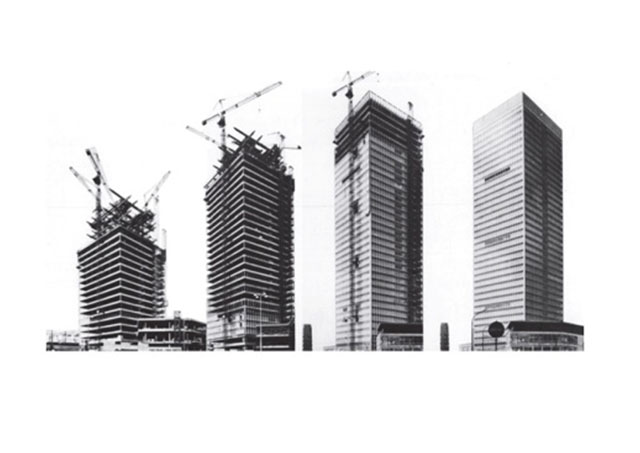
Fasi di costruzione della Tour du Midi